# Cryodesma cryoabyssale
Cryodesma cryoabyssale är en kräftdjursart som beskrevs av Jörundur Svavarsson 1987. Cryodesma cryoabyssale ingår i släktet Cryodesma och familjen Desmosomatidae. Inga underarter finns listade i Catalogue of Life.